# Hauke Lang
Hauke Lang (* 31. Januar 1963 in Kirtorf, Hessen) ist ein deutscher Chirurg und Hochschullehrer.

## Leben
Nach Abitur und Wehrdienst begann Lang an der Philipps-Universität Marburg Humanmedizin zu studieren. 1982 wurde er Mitglied des Corps Teutonia Marburg, in dem er sich als Senior bewährte. Als Inaktiver wechselte er an die Julius-Maximilians-Universität Würzburg. 1990 bestand er das Medizinische Staatsexamen. 1990/91 war er als Arzt im Praktikum an der Medizinischen Poliklinik der Ludwig-Maximilians-Universität München und der Klinik für Abdominal- und Transplantationschirurgie der Medizinischen Hochschule Hannover (MHH). Er blieb an der MHH und wurde 1992 zum Dr. med. promoviert. Als Oberarzt und Facharzt für Chirurgie habilitierte er sich 1999. Im selben Jahr ging er an das Universitätsklinikum Essen. 2002 erhielt er die Gebietsbezeichnung Viszeralchirurgie und 2004 die Ernennung zum außerplanmäßigen Professor der Universität Duisburg-Essen. Zugleich absolvierte er von 2003 bis 2006 den Masterstudiengang Management von Gesundheits- und Sozialeinrichtungen an der TU Kaiserslautern und der Universität Witten/Herdecke.
Zum 1. Dezember 2007 folgte er dem Ruf der Johannes Gutenberg-Universität Mainz auf den Lehrstuhl für Chirurgie. In der Universitätsmedizin der Johannes Gutenberg-Universität Mainz ist er Direktor der Klinik für Allgemein-, Viszeral- und Transplantationschirurgie.
Mit seiner Ehefrau, der Ärztin Ute Braun-Lang, hat er eine Tochter und einen Sohn. Seine Brüder sind der 2019 verstorbene Gynäkologe Uwe Lang und der Chirurg Sven Arke Lang. 2021/22 war er Präsident der Deutschen Gesellschaft für Chirurgie.